# Конушко
Конушко (словен. Konuško) — поселення в общині Шмарє-при-Єлшах, Савинський регіон, Словенія. 
Висота над рівнем моря: 341,7 м.